# UFC 3
UFC 3: The American Dream（ユーエフシー・スリー：ジ・アメリカン・ドリーム）は、アメリカ合衆国の総合格闘技団体「UFC」の大会の一つ。1994年9月9日、ノースカロライナ州シャーロットのグレイディ・コール・センターで開催された。

## 大会概要
第1回・第2回大会優勝者ホイス・グレイシーは1回戦のキモとの試合のダメージにより準決勝を棄権（試合開始直後のタオル投入）。決勝ではリザーバーのスティーブ・ジェナムがハロルド・ハワードを降し優勝を果たした。

## ルール改正
本大会よりレフェリーの判断で試合が止められるレフェリーストップが導入された。

## 試合結果

### トーナメント1回戦
第1試合 UFC 3トーナメント 1回戦 時間無制限
○  キース・ハックニー vs.  エマニュエル・ヤーブロー ×
1:59 TKO（レフェリーストップ：グラウンドパンチ）
※ハックニーの負傷棄権によりリザーバーのミッチェルが準決勝進出
第2試合 UFC 3トーナメント 1回戦 時間無制限
○  ケン・シャムロック vs.  クリストフ・レニンガー ×
4:49 ギブアップ（グラウンドパンチ）
※シャムロックが準決勝進出
第3試合 UFC 3トーナメント 1回戦 時間無制限
○  ハロルド・ハワード vs.  ロナルド・ペイン ×
0:46 KO（右フック）
※ハワードが準決勝進出
第4試合 UFC 3トーナメント 1回戦 時間無制限
○  ホイス・グレイシー vs.  キモ ×
4:40 アームロック
※グレイシーが準決勝進出

### トーナメント準決勝
第5試合 UFC 3トーナメント 準決勝 時間無制限
○  ケン・シャムロック vs.  フェリックス・ミッチェル ×
4:34 チョークスリーパー
※シャムロックの負傷棄権によりリザーバーのジェナムが決勝進出
第6試合 UFC 3トーナメント 準決勝 時間無制限
○  ハロルド・ハワード vs.  ホイス・グレイシー ×
開始時 TKO（タオル投入）
※ハワードが決勝進出

### トーナメント決勝戦
第7試合 UFC 3トーナメント 決勝戦 時間無制限
○  スティーブ・ジェナム vs.  ハロルド・ハワード ×
1:27 ギブアップ（グラウンドパンチ）
※ジェナムがトーナメント優勝